# هاشمك (جمع أبرود)
هاشمك (بالفارسية: هاشمک) هي قرية تقع في إيران في قسم جمع أبرود الريفي. يقدر عدد سكانها بـ 86 نسمة بحسب إحصاء 2016.